# Нафиев, Сайфихан Хабибуллович
Сайфиха́н Хабибу́ллович Нафи́ев (тат. Сәйфихан Хәбибулла улы Нәфиев; 26 ноября 1941 — 31 августа 2004) — прокурор Республики Татарстан (1992—2000), председатель Конституционного Суда Республики Татарстан (2000—2004).

## Биография
Родился 26 ноября 1941 года в селе Мочалей Дрожжановского района Татарской АССР.
В 1960 году начал работать в колхозе «Авангард» Дрожжановского района.
С 1967 по 1976 год находился на комсомольской и партийно-хозяйственной работе в Дрожжановском районе.
Окончил юридический факультет Казанского государственного университета в 1976 году.
С 1976 года работал в органах прокуратуры. С 1976 года являлся помощником прокурора Дрожжановского района, с 1979 по 1982 год — прокурор Алькеевского района, с 1982 по 1988 год — прокурор Бугульмы, с 1988 по 1992 год — прокурор Казани.
С 1992 по июнь 2000 года — прокурор Республики Татарстан.
29 июня 2000 года утверждён депутатами Государственного совета РТ на пост главы Конституционного суда РТ по предложению президента республики Минтимера Шаймиева.
Умер 31 августа 2004 года во время отпуска в Ялте, согласно официальной версии, от инсульта. Похоронен на Ново-татарском кладбище Казани.

## Память
В Бугульме на здании городской прокуратуры была установлена мемориальная доска.
Памяти Нафиева посвящена книга «Служил закону».

## Награды и звания
- Заслуженный юрист Российской Федерации
- Почётный работник прокуратуры Российской Федерации
- Орден «Знак Почёта».